# Альберт Корейва

Герб Дембно

Альберт Корейва (пол. Wojciech Korejwa, лат. Albertus Corewa, нім. Albracht Korewa, лит. Albertas Kareiva) — литовський боярин першої половини XV століття.
Імення Корейва (kareiva, тепер kareivis, що литовською означає войовник) було доволі розповсюдженим на Литві, його носії подибуються серед кількох знатних сімейств, як-от Гедройців. Сам Альберт був родом зі Жмуді. В документі Городельської унії 1413 року, за якою він отримав від польського шляхтича Добеслава Олесницького герб Дембно, відзначається, що нобіль походив із Совготська (нім. Sowgodsko). На думку Владислава Семковича, дане поселення тотожне селу Sowguttendorf (Саугунішки) біля Кернова, згаданому в описі однієї тевтонської застави. Воно виступає у зв'язці з іменем боярина Совгута (нім. Sowgut), станом на 1386 жителя жемайтського села Girstawtendorff (Гірставтішки). Як припускає історик, Корейва міг бути сином Совгута й відповідно внуком Гірставта. Брат — Трумп (від лит. trumpas, короткий), сини: Івашко (пол. Iwaschko Korewicz), підписант Христмемельського договору з хрестоносцями (15 травня 1432 р.), й Федір. Можливо, дочкою Альберта була Ганна Богдана, жінка Начки Гінівіловича.
Корейва, певно, ідентичний старості мідницькому Careybo, свідку Салінського договору (1398). Разом із Якубом Мінігайлом він в 1412 р. обіймав уря́д старости велонського. Вотчинні землі розкинулись в Аукштайтії. З огляду на спільний герб, мабуть, перебував у родинних зв'язках з Гойліміном Надобовичем, посідачем с. Відуклі. Брат Корейви, Трумп, в 1409 році спільно з Гойліміном їздив підіймати повстання жемайтів.